# کیم سون-یونگ
این یک نام کره‌ای است؛ نام خانوادگی کیم است.
کیم سون-یونگ (کره‌ای: 김선영؛ زادهٔ ۱۰ آوریل ۱۹۷۶) بازیگر اهل کره جنوبی است. او در درام‌های محبوب بسیاری از جمله پاسخ به ۱۹۸۸ (۲۰۱۵)، عشق یک کتاب پاداش است (۲۰۱۹)، وقتی کاملیا شکوفا می‌شود (۲۰۱۹)، بی‌خانمان (۲۰۱۹)، سقوط بر روی تو (۲۰۱۹) و فروشگاه ست بیول (۲۰۲۰) ایفای نقش کرده‌است. کیم سون-یونگ به خاطر عملکردش در سقوط بر روی تو برندهٔ جایزه بهترین بازیگر نقش مکمل زن در پنجاه و ششمین دوره جوایز هنری بکسانگ شد.

## فیلم‌شناسی

### مجموعه‌های تلویزیونی
| سال       | عنوان                   | نقش                   | شبکه     | توضیحات                |
| --------- | ----------------------- | --------------------- | -------- | ---------------------- |
| ۲۰۱۴      | پادشاه هتل              | سو مون-جونگ           | ام‌بی‌سی   |                        |
| ۲۰۱۴      | واحد تحقیق پدربزرگ      | مادر جون-هیوک         | تی‌وی‌ان   |                        |
| ۲۰۱۴      | سه تفنگدار              | مادر پارک دال-هیانگ   | تی‌وی‌ان   |                        |
| ۲۰۱۴      | دراما فستیوال - فایتینگ | یونگ-ئه               | ام‌بی‌سی   |                        |
| ۲۰۱۵      | بدرخش یا دیوانه شو      | بک میو                | ام‌بی‌سی   |                        |
| ۲۰۱۵–۱۶   | پاسخ به ۱۹۸۸            | کیم سون-یونگ          | تی‌وی‌ان   |                        |
| ۲۰۱۶      | رئیس وحشتناک من         | هان یونگ-می           | جی‌تی‌بی‌سی |                        |
| ۲۰۱۶      | لویی پادشاه خرید        | هو جونگ-را            | ام‌بی‌سی   |                        |
| ۲۰۱۶–۱۷   | پدر، من مراقبتم         | سو هه-جو              | ام‌بی‌سی   |                        |
| ۲۰۱۶–۱۷   | افسانه دریای آبی        | مشتری جیم‌جیل‌بانگ      | اس‌بی‌اس   | حضور افتخاری (قسمت ۱۱) |
| ۲۰۱۷      | نگهبانان                | لی سون-ئه             | ام‌بی‌سی   |                        |
| ۲۰۱۷      | کشتی بیمارستان          | اوه می-جونگ           | ام‌بی‌سی   |                        |
| ۲۰۱۷      | نسل دختران ۱۹۷۹         | مادر جونگ-هی          | کی‌بی‌اس۲  |                        |
| ۲۰۱۷      | چون این اولین زندگیمه   | کیم هیون-جا           | تی‌وی‌ان   |                        |
| ۲۰۱۷      | دفترچه زندان            | همسر سابق کانگ چول-دو | تی‌وی‌ان   | حضور افتخاری (قسمت ۱۳) |
| ۲۰۱۸      | عشق اول من              | مادر شین-وو           | اوسی‌ان   |                        |
| ۲۰۱۸      | فقط برقص                | پارک شی-یونگ          | کی‌بی‌اس۲  | [ ۴ ]                  |
| ۲۰۱۹      | عشق یک کتاب پاداش است   | سو یونگ-آه            | تی‌وی‌ان   |                        |
| ۲۰۱۹      | زندگی خصوصی او          | اوم سو-هه             | تی‌وی‌ان   |                        |
| ۲۰۱۹      | هجده سالگی              | سون سونگ-جه           | جی‌تی‌بی‌سی |                        |
| ۲۰۱۹      | وقتی کاملیا شکوفا می‌شود | پارک چان-سوک          | کی‌بی‌اس۲  |                        |
| ۲۰۱۹      | بی‌خانمان                | گه سون-جا             | اس‌بی‌اس   |                        |
| ۲۰۱۹–۲۰   | سقوط بر روی تو          | نا وول-سوک            | تی‌وی‌ان   |                        |
| ۲۰۲۰      | کارآموز تازه‌کار         | کو جا-سوک             | ام‌بی‌سی   |                        |
| ۲۰۲۰      | پلی‌لیست بیمارستان       | بیمار ایک-جون         | تی‌وی‌ان   | حضور افتخاری (قسمت ۷)  |
| ۲۰۲۰      | فروشگاه ست بیول         | گونگ بون-هی           | اس‌بی‌اس   |                        |
| ۲۰۲۰–۲۰۲۱ | داستان عشق خانگی        | لی مان-جونگ           | کی‌بی‌اس۲  |                        |

| سال  | عنوان           | پلتفرم  | نقش               | منابع |
| ---- | --------------- | ------- | ----------------- | ----- |
| ۲۰۲۱ | دریای خاموش     | نتفلیکس | دکتر هونگ گا-یونگ |       |
| ۲۰۲۲ | Ants Are Riding | تیوینگ  | Jeong Haeng-ja    | [ ۵ ] |